# Khalifa (сборник)
Khalifa — сборник американского рэпера Wiz Khalifa. Он был выпущен 5 февраля 2016 на лейблах Atlantic Records и Rostrum Records. Он включает в себя гостевые участия от Courtney Noelle, Трэвиса Скотта, J.R. Donato, Chevy Woods, Juicy J, Ty Dolla Sign, Rico Love и сына Wiz Khalifa, Себастьяна.

## Синглы
Ведущий сингл, «Bake Sale», был выпущен 21 января 2016 и был спродюсирован TM88, Juicy J, Lex Luger, DJ Spinz и Crazy Mike. Он включает в себя гостевое участие от американского рэпера Трэвиса Скотта. В декабре 2015 года Wiz Khalifa анонсировал этот трек, а затем объявил, что этот трек будет включён в его новый проект под названием Khalifa. В «Bake Sale» используется семпл из песни рэпера G-Eazy, «Order More», которая была включена в его третий студийный альбом When It’s Dark Out. Песня дебютировала и достигла высшей позиции под номером 56 в американском чарте Billboard Hot 100.

## Отзывы
| Совокупная оценка | Совокупная оценка |
| Источник          | Оценка            |
| ----------------- | ----------------- |
| Metacritic        | 56/100            |
| Оценки критиков   |                   |
| Источник          | Оценка            |
| AllMusic          | [ 11 ]            |
| Billboard         | [ 12 ]            |
| HipHopDX          | 6.6/10            |
| Pitchfork Media   | 5.1/10            |
| Rolling Stone     | [ 15 ]            |
| Spin              | 4/10              |
| XXL               | 3/5 (L)           |

## Коммерческий успех
Khalifa дебютировал под номером 6 в чарте Billboard 200 с продажей 64.000 единиц, эквивалентных альбому, имея более чем 19,8 миллионов прослушиваний. Khalifa стал четвёртым альбомом Wiz Khalifa, попавшим в топ-10 в чарте Billboard 200.

## Список композиций
По данным Tidal.
| №                   | Название                                  | Автор(ы)                                                                                        | Продюсер                                   | Длительность |
| ------------------- | ----------------------------------------- | ----------------------------------------------------------------------------------------------- | ------------------------------------------ | ------------ |
| 1.                  | «BTS»                                     | Cameron Thomaz Edward Murray                                                                    | Sledgren                                   | 4:03         |
| 2.                  | «Celebrate» (при участии Rico Love)       | Thomaz Richard Butler, Jr. Isaac de Boni Michael Mule James Scheffer                            | Jim Jonsin Finatik N Zac                   | 3:09         |
| 3.                  | «Elevated»                                | Thomaz Jeremy Kulousek Eric Dan Zach Vaughan                                                    | I.D. Labs Sayez                            | 4:10         |
| 4.                  | «City View» (при участии Courtney Noelle) | Thomaz Courtney Noelle Jonathan King                                                            | Sap                                        | 3:13         |
| 5.                  | «Cowboy»                                  | Thomaz de Boni Mule Scheffer                                                                    | Jim Jonsin Finatik N Zac                   | 2:54         |
| 6.                  | «Bake Sale» (при участии Трэвиса Скотта)  | Thomaz Michael Foster Jacques Webster Bryon Simmons Jordan Houston Lexus Lewis Gary Hill D.Clax | TM88 Juicy J Lex Luger DJ Spinz Crazy Mike | 3:58         |
| 7.                  | «Call Waiting»                            | Thomaz Brent Reynolds                                                                           | Ritz Reynolds                              | 4:00         |
| 8.                  | «Make a Play» (при участии J.R. Donato)   | Thomaz Kulousek Dan Rashod Odom Demetrius Gordon                                                | I.D. Labs Shod Beatz Mumbles               | 3:46         |
| 9.                  | «Most of Us»                              | Thomaz Kulousek Dan                                                                             | I.D. Labs                                  | 4:12         |
| 10.                 | «Zoney» (при участии Sebastian)           | Thomaz Samuel Irving III                                                                        | Knucklehead                                | 3:32         |
| 11.                 | «Lit» (при участии Ty Dolla Sign)         | Thomaz Kulousek Dan Tyrone Griffin, Jr.                                                         | Jay Card Dru Tang I.D. Labs Ricky P        | 6:21         |
| 12.                 | «No Permission» (при участии Chevy Woods) | Thomaz Kulousek Dan Odom Kevin Woods                                                            | I.D. Labs Shod Beatz                       | 3:56         |
| 13.                 | «iSay» (при участии Juicy J)              | Thomaz Houston Kulousek Dan                                                                     | I.D. Labs                                  | 4:14         |
| Общая длительность: | Общая длительность:                       | Общая длительность:                                                                             | Общая длительность:                        | 51:28        |

## Чарты
| Чарт (2016)                            | Высшая позиция |
| -------------------------------------- | -------------- |
| Австралия (ARIA)                       | 48             |
| Австрия (Ö3 Austria)                   | 47             |
| Бельгия/Фландрия (Ultratop)            | 82             |
| Бельгия/Валлония (Ultratop)            | 100            |
| Канада (Canadian Albums Chart)         | 11             |
| Нидерланды (Album Top 100)             | 73             |
| Франция (SNEP)                         | 99             |
| Германия (Offizielle Top 100)          | 4              |
| Швейцария (Schweizer Hitparade)        | 43             |
| Великобритания (UK Albums Chart)       | 45             |
| Великобритания (UK R&B Albums Chart)   | 10             |
| США (Billboard 200)                    | 6              |
| США (Billboard Top R&B/Hip-Hop Albums) | 3              |

| Чарт (2016)                            | Позиция |
| -------------------------------------- | ------- |
| США (Billboard Top R&B/Hip-Hop Albums) | 49      |

## История релизов
| Регион | Дата           | Формат            | Лейбл            |
| ------ | -------------- | ----------------- | ---------------- |
| США    | 5 февраля 2016 | Цифровая загрузка | Atlantic Rostrum |